# Conclave de 1513

Brasão papal de Sua Santidade o papa Leão X

O Conclave de 1513, ocasionado pela morte do Papa Júlio II em 21 de fevereiro de 1513, foi aberto em 4 de março com a presença de vinte e cinco cardeais, de um total de trinta e um. O Conclave foi presidido pelo cardeal Raffaele Sansoni Riario, que era decano do Colégio de Cardeais e cardeal Chamberlain da Santa Igreja Romana (Camerlengo). A votação começou em 10 de março, e havia apenas dois escrutínios. As negociações após a primeira votação levaram à eleição de Giovanni de'Medici, filho de Lorenzo, o Magnífico, e de fato o governante de Florença, como Papa Leão X na manhã de 11 de março.

## Morte de Júlio II
A maioria dos cardeais já estava em Roma na época da morte do Papa Júlio II, em 21 de fevereiro de 1513  Eles estavam participando do Quinto Concílio de Latrão, convocado pelo papa para lidar com os mais prementes. problemas enfrentados pela Igreja. Júlio II estava tão doente que não pôde comparecer à Quinta Sessão em 16 de fevereiro, mas dezenove cardeais estavam presentes. O cardeal Riario presidiu a ausência do papa. Foi nessa sessão que Júlio republicou solenemente seu famoso touro, Cum tam divino, proibindo a compra e venda de coisas sagradas (simony), e principalmente o ofício papal. A Bula foi aprovada pelo Conselho, que foi recuado até 11 de abril. Portanto, no Conclave, a continuação do Conselho foi uma grande preocupação e foi escrita nos Capitulações Eleitorais. Em sua última audiência para os cardeais, em 19 de fevereiro, o papa Júlio aconselhou os cardeais a não permitir que cardeais cismáticos do 'Conselho de Pisa' participassem do Conclave, nem a permitir que o Conselho Ecumênico fizesse parte do Conselho. procedimentos.
De fato, a morte do papa era esperada há algumas semanas. Foi relatado em geral (os venezianos sabiam em 10 de fevereiro) que o papa sofria de uma febre terciária dupla (malária) e que seus médicos tinham pouca esperança para sua recuperação. O rei Luís XII de França foi informado da situação e, em 14 de fevereiro, foi relatado em Florença que ele havia ordenado aos cardeais franceses que acelerassem sua viagem a Roma. Ele também escreveu ao Colégio dos Cardeais, aconselhando-os a não se apressarem em votar em um novo papa, mas a aguardar a chegada dos cardeais franceses.
O embaixador imperial, Alberto Pio de Carpi, escreveu a Maximiliano I que os papabili eram Riario, Fieschi e Luigi d'Aragona. O cardeal anterior Cardinalium presbyterorum, Tamás Bakócz, também teve ambições.
O cardeal Giovanni de Médici, que não estava no Conselho, estava doente em Florença com uma fístula anal. Ele estava governando Florence em nome de sua família. No entanto, ele partiu em sua dolorosa jornada para Roma em 22 de fevereiro, com grande pressa; ele estava certamente em Roma em 28 de fevereiro. Empregou os próximos dias em Roma em conversas lucrativas. Ele se encontrou, por exemplo, com o cardeal Francesco Soderini, cuja família ajudou a expulsar os Médici de Florença em 1494, com o apoio de Luís XII, e que por sua vez foram expulsos de Florença pelos ressurgentes Médici em 1512. foi acordado que o Soderiniseria repatriado para Florença e que a briga terminaria. Soderini tornou-se um forte defensor de Médici no Conclave, e Médici votou em Soderini no primeiro escrutínio.

## Selado no Conclave

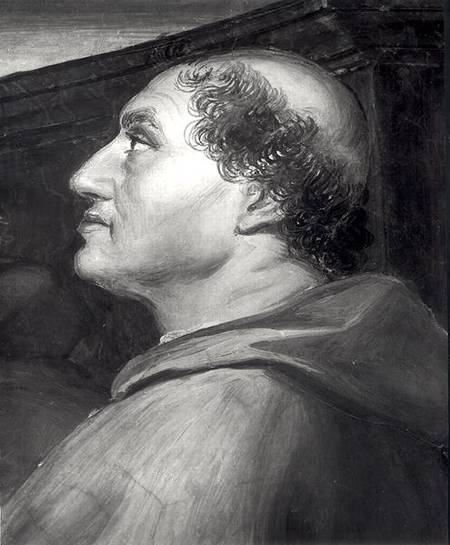
Raffaele Riario era um candidato principal no Conclave. Riario, um ex-membro da conspiração dos Pazzi contra os Médici, mais tarde seria pego conspirando contra Leo X e seria forçado a render o Palazzo della Cancelleria para evitar a execução.

O Papa Júlio II criou vinte e sete cardeais durante seu reinado de mais de nove anos. Doze deles morreram, deixando quinze cardeais, chamados de "cardeais mais novos". Eles formaram um grupo  sob a liderança dos cardeais della Rovere. Os "cardeais idosos", nomeados por papas anteriores, tinham dezesseis anos e eram liderados por Raffaele Sansoni Riario, cardeal de S. Giorgio, sobrinho do Papa Sisto IV.
Vinte e cinco dos trinta e um cardeais vivos entraram no conclave na sexta-feira, 4 de março. O cardeal Sisto Gara della Rovere, um dos sobrinhos do papa Júlio, estava tão doente que precisou ser levado para o Conclave e recebeu acomodações especiais. O cardeal Soderini e o cardeal de'Medici também estavam doentes. Medici estava em Roma desde o dia 28 de fevereiro, mas sofria de uma fístula e precisava ser operado.  Ele não entrou no Conclave até 6 de março e teve que ser transportado para a área do Conclave em uma cadeira de sedan. O cardeal Camerlengo, Raffaele Riario, acompanhado pelo cardeal d 'Aragona e pelo cardeal Farnese, fez o exame tradicional de toda a área do Conclave e depois supervisionou o fechamento das portas.
Os primeiros dias foram gastos nas Congregações diárias regulares na elaboração de Capitulação em conclave e na regulamentação dos procedimentos do Conclave. Os conclavistas também estavam elaborando uma lista de demandas, que incluía a disposição dos bens de qualquer cardeal que fosse eleito papa. Os conclavistas do candidato escolhido tinham direito à propriedade de seu empregador como "despojos", mas os outros conclavistas queriam sua parte. 
Era costume, durante centenas de anos, que cada cardeal, na época da segunda reverência ao novo Papa, apresentasse a ele um pequeno memorando ( libellus ), no qual estavam listados os nomes dos seguidores mais favorecidos do cardeal, com especificidades específicas. pedidos de benefícios para eles. Esses pedidos geralmente eram atendidos, geralmente no local. Cada cardeal teve que elaborar sua lista.
Uma cópia dos Capitulações foi vista pelo diarista florentino Luca Landucci. Ele relatou que havia trinta cláusulas. Uma previa que o papa não poderia criar mais de dois cardeais a partir de membros de sua própria família, quando o número de cardeais estivesse abaixo de 24 e com o acordo de dois terços dos cardeais. Outro exigia a existência de um Conselho Geral de Cristãos para reformar a Igreja e preparar uma cruzada contra os infiéis. Outro requeria que o texto das Capitulações fosse lido duas vezes por ano na Congregação. Outro afirmou que a Cúria Romana não poderia ser transferida para outro lugar na Itália sem o consentimento de metade dos cardeais; e que não poderia ser transferido para fora da Itália sem o consentimento de dois terços. Ludwig Pastor,  o historiador do papado, cita aqueles e outros: que qualquer cardeal que ainda não possuísse uma renda de 6.000 ducados receberia um subsídio de 200 ducados por mês; que nenhum cardeal seria nomeado legado contra sua vontade; que todos os benefícios relacionados à Basílica de Latrão e à Basílica do Vaticano seriam conferidos apenas aos romanos. A lista continuou. Nenhum papa jamais se sentiu obrigado a realizar todas ou nenhuma dessas Capitulações.
Entre os conclavistas estava Giacomo di Brescia , médico particular solicitado pelo cardeal Medici; Giacomo, apesar de seu pedido, não teve permissão para sair mais cedo, uma vez que seus serviços não eram mais necessários. 

### Votação
O primeiro escrutínio ocorreu em 10 de março, após uma leitura cerimonial do touro de Júlio II contra a simonia.  A leitura foi feita a pedido especial dos 'Elder Cardinals'; claro que não havia precedentes.  A votação em si ocorreu na capela de S. Niccolò da Bari, que foi substituída pela Cappella Paolina no reinado do Papa Paulo III.  Como cardeal-diácono do ranking , anterior Diaconum, o próprio Medici foi encarregado da contagem das cédulas.  Dezessete votos foram necessários para uma eleição canônica. O cardeal Serra recebeu treze votos na primeira votação, Grosso della Rovere 8, Accolti 7, Antonio del Monte 7, Bakócz 8, Fieschi 7, Finale 5, Soderini 4, Robert Guibé 3, Adriano de Castello 3, Achille de Grassis 3, Farnese 3, Grimani 2, Bainbridge 2, Vigerio 1, Remolino 1 e Medici 1. O próprio Médici - que votou em Soderini, Antonio del Monte e Pietro Accolti - recebeu o voto de Matthäus Schiner. Riario não recebeu um único voto - tanto pela designação papabile  Embora Pirie assuma esse resultado ao acaso (veja abaixo), Roscoe argumenta que Alborense teve o apoio dos cardeais mais velhos, enquanto os mais jovens, e particularmente os cardeais reais e nobres, apoiaram Medici. A visão alternativa, no entanto, aponta que os cardeais mais velhos e os papabili ficaram surpresos com os votos de Serra.  Não é possível, portanto, que todos esses votos sejam seus. Em vez disso, alguns dos treze votos para o cardeal Serra (Alborese) vieram dos apoiadores de Medici, ou seja, os 'Cardeais mais jovens', que não quiseram revelar seu apoio a Medici antes do momento apropriado.

### Reconsideração de posições
A posição de Riario, sem um único voto a seu favor, deve ter feito com que ele reconsiderasse sua posição. Ele não era papável . Ele, portanto, teve que fazer algum tipo de acomodação com seu inimigo Medici. Naquela noite, no salão principal do Conclave (a Sala Ducale?), Os cardeais e os conclavistas observaram o cardeal Medici e o cardeal Raffaele Riario em uma conversa próxima por mais de uma hora, embora nenhum outro observador tenha conseguido entender o assunto. Entre então e a hora da votação na manhã seguinte, espalhou-se um boato entre os cardeais sobre o resultado da conversa, e todos os outros cardeais foram à cela de Medici para parabenizá-lo. Trollope afirma que todo cardeal fez isso porque "hoje é mal votar contra um homem que será o mestre despótico de seu destino e fortunas amanhã". Na verdade, o sucesso de Medici foi devido à unidade dos 'jovens cardeais' por trás do candidato escolhido, tanto quanto à brandura e generosidade de Medici em relação a amigos e inimigos, como explicou Pio de Carpi ao imperador Maximiliano.

## Eleição
Medici foi eleito por unanimidade no escrutínio na manhã de 11 de março. A declaração de unanimidade não é surpreendente; todo conclave se esforça para acabar com unanimiter et concorditer, sem deixar motivos para um cisma. Uma janela fechada com tábua para o Conclave foi aberta e o cardeal Alessandro Farnese (futuro Papa Paulo III), que agora era o cardeal-diácono no lugar de Medici, anunciou a eleição de Medici pelo seu nome papal escolhido, Leão X. Como Medici havia sido ordenado diácono, era necessário que ele fosse ordenado sacerdote e consagrado um bispo imediatamente. Foi ordenado sacerdote em 15 de março e consagrado em 17 de março de 1513 pelo cardeal Raffaele Riario.
O banqueiro florentino Filippo Strozzi, o Jovem, acompanhou Medici a Roma para o conclave; O irmão de Strozzi (discípulo de Savonarola) afirmou que: "na medida em que este último aspirava não sem uma boa razão para o papado, era provável que ele tivesse que se valer do crédito de Filippo".  No evento, o touro de Júlio II contra a simonia colocou todos os participantes em alerta, e não há nenhum indício de simonia no Conclave de 1513. 

## A conta de Pirie
De acordo com The Triple Crown, de Valerie Pirie (1936):
Vinte e cinco cardeais entraram no conclave. A ausência do elemento francês  deixou praticamente apenas dois partidos em disputa - os jovens e os idosos. O primeiro havia secretamente escolhido Giovanni de 'Medici; o segundo apoiou abertamente S. Giorgio, candidato da Inglaterra.  O Colégio Sagrado havia sido montado quase uma semana antes do primeiro escrutínio sério. Muitos dos cardeais, desejando temporizar e ocultar suas verdadeiras intenções, haviam votado no homem que consideravam menos provável de ter apoiadores. Por sorte, treze prelados selecionaram o mesmo forasteiro, com o resultado de que todos elegeram o Arborense, a não-entidade mais inútil presente. Esse barbear estreito causou tanto choque ao Colégio Sagrado que seus membros decidiram chegar a um acordo que colocaria o assunto em uma base mais satisfatória para ambas as partes.

## Cardeais votantes
| Consistóro                     | 1513 |
| ------------------------------ | ---- |
| Dezembro 1477                  | 1    |
| Consistórios de Sisto IV       | 1    |
| Março 1489                     | 2    |
| Consistórios de Inocêncio VIII | 2    |
| Setembro 1493                  | 4    |
| Maio 1494                      | 1    |
| Janeiro 1495                   | 2    |
| Março 1500                     | 1    |
| Setembro 1500                  | 3    |
| Maio 1503                      | 4    |
| Consistórios de Alexandre VI   | 15   |
| Novembro 1503                  | 1    |
| Dezembro 1505                  | 5    |
| Dezembro 1506                  | 1    |
| Maio 1507                      | 1    |
| Setembro 1507                  | 1    |
| Março 1511                     | 8    |
| Consistórios de Júlio II       | 17   |
| Total                          | 35   |

| Criado por                  | Cardeais | Por Cento |
| --------------------------- | -------- | --------- |
| Papa Sisto IV (SIV)         | 01       | 2,86 %    |
| Papa Inocêncio VIII (IVIII) | 02       | 5,71 %    |
| Papa Alexandre VI (AlVI)    | 015      | 42,86 %   |
| Papa Júlio II (JII)         | 017      | 48,57 %   |
| Total                       | 35       | 100 %     |

### Cardeais Bispos
Participaram dos escrutínios os seguintes cardeais:
| Nº | Nome                                    | Consistório    | Papa |
| -- | --------------------------------------- | -------------- | ---- |
| 1  | Raffaele Riario                         | Dezemebro 1477 | SIV  |
| 2  | Domenico Grimani                        | Setembro 1493  | AVI  |
| 3  | Jaime Serra i Cau                       | Setembro 1500  | AVI  |
| 4  | Marco Vigerio della Rovere, O.F.M.Conv. | Dezembro 1505  | JII  |
| 5  | Francesco Soderini                      | Maio 1503      | AVI  |

### Cardeais Presbíteros
| Nº | Nome                            | Consistório   | Papa |
| -- | ------------------------------- | ------------- | ---- |
| 6  | Tamás Bakócz                    | Setembro 1500 | AVI  |
| 7  | Francisco de Remolins           | Maio 1503     | AVI  |
| 8  | Niccolò Fieschi                 | Maio 1503     | AVI  |
| 9  | Adriano di Castello             | Maio 1503     | AVI  |
| 10 | Robert Guibé                    | Dezembro 1505 | JII  |
| 11 | Leonardo Grosso della Rovere    | Dezembro 1505 | JII  |
| 12 | Carlo Domenico del Carretto     | Dezembro 1505 | JII  |
| 13 | Sisto Gara della Rovere         | Setembro 1507 | JII  |
| 14 | Christopher Bainbridge          | Março 1511    | JII  |
| 15 | Antonio Maria Ciocchi del Monte | Março 1511    | JII  |
| 16 | Pietro Accolti                  | Março 1511    | JII  |
| 17 | Achille de Grassis              | Março 1511    | JII  |
| 18 | Matthäus Schiner                | Março 1511    | JII  |
| 19 | Alfonso Petrucci                | Março 1511    | JII  |

### Cardeais Diáconos
| Nº | Nome                | Consistório   | Papa  |
| -- | ------------------- | ------------- | ----- |
| 20 | Giovanni de' Medici | Março 1489    | IVIII |
| 21 | Alessandro Farnese  | Setembro 1493 | AVI   |
| 22 | Luigi d'Aragona     | Maio 1494     | AVI   |
| 23 | Marco Cornaro       | Setembro 1500 | AVI   |
| 24 | Sigismondo Gonzaga  | Janeiro 1505  | JII   |
| 25 | Bandinello Sauli    | Março 1511    | JII   |

### Cardeais ausentes

#### Cardeal Bispo
| Nº | Nome                 | Consistório  | Papa |
| -- | -------------------- | ------------ | ---- |
| 26 | Filipe de Luxemburgo | Janeiro 1495 | AVI  |

#### Cardeais Presbíteros
| Nº | Nome                                  | Consistório | Papa |
| -- | ------------------------------------- | ----------- | ---- |
| 27 | Francisco Jiménez de Cisneros, O.F.M. | Maio 1507   | JII  |
| 28 | Matthäus Lang von Wellenburg          | Março 1511  | JII  |

#### Cardeais Diáconos
| Nº | Nome                                            | Consistório   | Papa |
| -- | ----------------------------------------------- | ------------- | ---- |
| 29 | Ippolito d'Este                                 | Setembro 1493 | AVI  |
| 30 | Amanieu d'Albret                                | Março 1500    | AVI  |
| 31 | François Guillaume de Castelnau-Clermont-Lodève | Novembro 1503 | JII  |

### Os quatro excomungados
Quatro cardeais foram excomungados pelo Papa Júlio II, e portanto não puderam participar. Todos eles foram logo reintegrados ao Sacro Colégio Cardinalício por Leão X.

#### Cardeais Presbíteros
| Nº | Nome                         | Consistório   | Papa |
| -- | ---------------------------- | ------------- | ---- |
| 32 | Bernardino López de Carvajal | Setembro 1493 | AVI  |
| 33 | Guillaume Briçonnet          | Janeiro 1495  | AVI  |
| 34 | René de Prie                 | Deezebro 1506 | JII  |

#### Cardeais Diáconos
| Nº | Nome                    | Consistório | Papa  |
| -- | ----------------------- | ----------- | ----- |
| 35 | Federico di Sanseverino | Março 1489  | IVIII |